# Бромид натрия
Натрия бромид (лат. Natrii bromidum) — неорганическое бинарное соединение, средняя соль щелочного металла натрия и бромистоводородной кислоты. Синонимы, использующиеся в фармации: лат. Natrium bromatum, англ. Sodium Bromide.

## Общая информация
Препараты брома обладают способностью концентрировать и усиливать процессы торможения в коре большого мозга, они могут восстанавливать равновесие между процессами возбуждения и торможения, особенно при повышенной возбудимости ЦНС.
В прошлом препараты брома широко применялись в качестве седативных и противосудорожных средств. В настоящее время ими пользуются реже, но своего значения они не потеряли.
Применяют препараты брома при неврастении, неврозах, истерии, повышенной раздражительности, бессоннице, начальных формах гипертонической болезни, а также при эпилепсии и хорее.

## Побочные эффекты
При длительном приёме бромидов возможны побочные явления («бромизм»): насморк, кашель, конъюнктивит, общая вялость, ослабление памяти, кожная сыпь (acne bromica). В этих случаях (при отсутствии противопоказаний) вводят в организм большие количества натрия хлорида (10—20 г в сутки) в сочетании с большим количеством воды (3—5 л в сутки).

## Физические свойства
Белый кристаллический порошок без запаха, солёного вкуса. Гигроскопичен. Растворим в воде (1:1,5) и спирте (1:10). Растворы (pH 6,0—7,0) стерилизуют при +100 °C в течение 30 мин.

## Форма выпуска
Формы выпуска: порошок; таблетки по 0,5 г, 3 % раствор.

## Хранение
Хранение: в хорошо укупоренной таре, предохраняющей от действия света, в сухом месте.

## Токсикология
Бромид натрия нетоксичен. ЛД50 составляет 3500 мг/кг. Однако передозировка бромидов в организме небезопасна.